# Christian Liebig
Christian Liebig (1968-2003) fue un fotógrafo y reportero de guerra alemán.
Christian Liebig  murió al ser alcanzado por  un misil lanzado en un ataque realizado por el ejército irakí a un centro de comunicaciones  en el sur de Bagdad, perteneciente a  la Segunda Brigada de la Tercera División de Infantería de los Estados Unidos de América en su ofensiva contra la capital irakí, mientras realizaba labores de corresponsal de guerra en la invasión de Irak realizada por Estados Unidos, Reino Unido, España, Australia y Polonia en el año 2003. En ese ataque murieron también el periodista  del diario español El Mundo Julio Anguita Parrado  y 2 soldados estadounidenses, hubo 15 heridos más.

## Biografía
Christian Liebig nació el 31 de marzo de 1968 en  la localidad Offenbach del Meno en el Land de Hesse en Alemania. Realizó estudios de economía y de periodismo. Trabajó en para el periódico regional Neue Ruhr Zeitung, la agencia de noticias Associated Press (AP) y para la revista de noticias Focus para quien cubrió acontecimientos en los Balcanes, Turquía y África.
En el año 2003 fue de corresponsal gráfico de guerra para Focus a Irak en el marco de la invasión de Irak llevada a cabo por Estados Unidos junto a otros países. Allí se integró en  la Segunda Brigada de la Tercera División de Infantería de los Estados Unidos de América y murió en un ataque con misiles que el ejército irakí realizó a su Centro  de Comunicaciones en la mañana del lunes 7 de abril de 20003.
Después de la muerte de Liebig, sus padres, junto con su compañera Beatrice von Keyserlingk y sus colegas fundaron la Fundación Christian Liebig, que se dedica a la construcción y el mantenimiento de escuelas en África, En 2009, la fundación fue galardonada con el "Premio KIND" por la asociación Kinderlachen.

## Las circunstancias del ataque
En el marco de la invasión de Irak realizada en el año 2003  por una coalición de países, encabezados por los Estados Unidos junto con el Reino Unido, España, Australia y Polonia, que  marcó el inicio de la guerra de Irak. La 3.ª División de Infantería del Ejército estadounidense realizaba una ofensiva sobre Bagdad, capital del país. Junto a las tropas había varios periodistas corresponsales de guerra cubriendo las noticias que se producían en la misma. Liebig era uno de ellos. 
La mañana del 7 de abril unidades de marines y  de la Tercera División de Infantería realizaron un ataque sobre la ciudad, Julio A.parrado y el fotógrafo Christian Liebig habían decidido permanecer en el Centro de Mando mientras otros periodistas, como Harald Henden, fotógrafo del periódico noruego Verdens Gang fueron con los atacantes. 
El Centro de Mando fue alcanzado por un misil lanzado desde la ciudad de Hilla situada unos 50 km en la retaguardia de las tropas estadounidenses, el cohete, del que no se definió si fue no un misil guiado, que alanzó las instalaciones dejó un gran cráter  derruyendo todo el centro de operaciones táctico (puesto de mando móvil que coordina todos los aspectos de las operaciones militares, desde sus planes de ataque hasta sus suministros). El ataque logró entorpecer las operaciones de toda la brigada. El cohete, que mató a 2 periodistas y a dos soldados dejando 15 soldados heridos  y destruyó 17 vehículos. 
La muerte de Christian Liebig y el periodista español Julio A. Parrado  fue confirmada de manera oficial a las 19:30 horas de ese mismo día.